# Liste des membres de la cinquième législature du Parlement écossais
Cette liste présente les 129 membres de la cinquième législature du Parlement écossais, issus des élections de 2016 ainsi que des modifications intervenues en cours de législature.
Il s'agit des deuxièmes élections depuis le redécoupage des circonscriptions écossaises de 2010.

## Composition
| Parti                    | Parti                           | Élection Mai 2016 | Actuelle |
| ------------------------ | ------------------------------- | ----------------- | -------- |
| •                        | Parti national écossais         | 63                | 61       |
|                          | Parti conservateur écossais     | 31                | 30       |
|                          | Parti travailliste écossais     | 24                | 23       |
|                          | Parti vert écossais             | 6                 | 5        |
|                          | Libéraux-démocrates écossais    | 5                 | 5        |
|                          | Indépendants                    | 0                 | 4        |
|                          | Président du Parlement écossais | 0                 | 1        |
| Total                    | Total                           | 129               | 129      |
| Majorité gouvernementale | Majorité gouvernementale        | −3                | −6       |

Partis gouvernementaux indiqués avec des points (•)

## Représentations graphiques
Ci-après les représentations graphiques du Parlement écossais montrant la comparaison de la force des partis politiques juste après les élections de 2016 et sa composition actuelle:
- Ceci n'est pas le plan officiel des sièges du Parlement écossais.